# Auguste Kerckhoffs
Auguste Kerckhoffs van Nieuwenhoff (19 janvier 1835 - 9 août 1903) est un cryptologue militaire néerlandais.

## Biographie
Kerckhoffs est né à Nuth aux Pays-Bas et fut baptisé Jean-Guillaume-Hubert-Victor-François-Alexandre-Auguste Kerckhoffs van Nieuwenhoff. Il raccourcit son nom par la suite et entama des études à l'université de Liège, où il obtient le grade de Docteur en Lettres. Après une période où il enseigna en France et dans les Pays-Bas, il devint professeur d'allemand à l'École des Hautes Études Commerciales et à l'École Arago. 

### Sa contribution en cryptologie
Son essai La Cryptographie militaire (1883) constitue une référence de la cryptographie du XIXe siècle. À l'époque, l'une des préoccupations  des cryptographes était de mettre en place un réseau de télégraphie sécurisé.
Son œuvre présente ce qu'on appelle aujourd'hui le principe de Kerckhoffs en cryptographie stratégique, qui était considérée comme une science militaire. Kerckhoffs énonce ainsi les règles que doit respecter un système cryptographique pour assurer une communication confidentielle  :
1. Le système doit être matériellement, sinon mathématiquement, indéchiffrable ;
2. Il faut qu’il n’exige pas le secret, et qu’il puisse sans inconvénient tomber entre les mains de l’ennemi ;
3. La clef doit pouvoir en être communiquée et retenue sans le secours de notes écrites, et être changée ou modifiée au gré des correspondants ;
4. Il faut qu’il soit applicable à la correspondance télégraphique ;
5. Il faut qu’il soit portatif, et que son maniement ou son fonctionnement n’exige pas le concours de plusieurs personnes ;
6. Enfin, il est nécessaire, vu les circonstances qui en commandent l’application, que le système soit d’un usage facile, ne demandant ni tension d’esprit, ni la connaissance d’une longue série de règles à observer.

Il insiste sur les trois premières règles, qui ne font pas l'unanimité à son époque, à tort explique-t-il.
Ces règles sont encore valables si l'on procède à une interprétation prudente des problèmes actuels. En ce qui concerne la première partie de la troisième règle, la clé simple pourrait être aujourd'hui plutôt un mot de passe ou un PIN, mais la découverte de la cryptographie asymétrique a depuis changé la donne en matière de communication des clefs.

### Sa contribution à la linguistique
Kerckhoffs a été quelque temps Secrétaire général de l'Association française pour la propagation du volapük et a propagé cette langue internationale d'abord en France, puis dans plusieurs pays. Il publie en 1886 un Cours complet de Volapük, dans lequel il propose des simplifications, puis un dictionnaire Volapük — Français. Sa volonté de réformer le volapük provoque des querelles avec son créateur, Johann Martin Schleyer, qui conduisent à un schisme au sein du mouvement volapükiste.
Il écrivit en outre un Examen critique de la langue musicale universelle de Sudre.

## Publications
- Études littéraire sur la langue flamande, Malines : Olbrechts, 1 vol. in-8.
- Petite grammaire anglaise à l'usage des classes élémentaires des collèges et des lycées, avec vocabulaire et dialogues sur des sujets littéraires, Paris : Hachette & Cie, 1 vol. in-12
- Nouvelle méthode pour apprendre facilement les déclinaisons allemandes, Paris : Hachette & Cie, 1 vol. in-12

- Auguste Kerckhoffs, "La cryptographie militaire", Journal des sciences militaires, vol. IX, p. 5–38, janvier 1883, p. 161–191, févr. 1883 ; lire en ligne p.5-38; Philippe Guillot, « Auguste Kerckhoffs et la cryptographie militaire », sur Bibnum
- Cours complet de Volapük, contenant thèmes et versions, avec corrigés et un vocabulaire de 2500 mots, Paris : librairie H. Le Soudier, 6e éd., 1886, 144 p.